# Eduardo Girão
Luís Eduardo Grangeiro Girão (Fortaleza, 25 de septiembre de 1972) es un político brasileño, afiliado al Partido Nuevo (NOVO). Fue empresario, actuando en las áreas de hostelería, transporte de valores y seguridad privada. En 2004, fundó la Associação Estação da Luz, entidad sin fines lucrativos de actuación en el área social y responsable por producciones audiovisuales del cine brasileño. En 2017 asumió la presidencia de Fortaleza Esporte Club. En las elecciones de 2018, fue elegido senador por Ceará con 1.325.786 de votos.

## Senador por Ceará
Se presentó por primera vez a un cargo electivo en las elecciones estatales de Ceará en 2018, y se presentó a uno de los dos escaños de senador en disputa por Ceará. Tras una reñida contienda con Eunício Oliveira (MDB), entonces presidente del Congreso Nacional y candidato a la reelección, Girão fue elegido como el segundo más votado - el primero fue el exgobernador Cid Gomes (PDT).
Entre sus propuestas se encuentra la reducción del número de diputados federales, de 513 a 300, con el fin de generar ahorros para los contribuyentes.
En junio de 2019, votó contra el Decreto de Armas, que flexibilizaba porte y posesión para el ciudadano.
En marzo de 2021, fue el autor de una solicitud para la instalación de una comisión parlamentaria de investigación (CPI) en el Senado Federal para investigar a la Unión, los estados y los municipios por posibles irregularidades en el uso de los recursos federales asignados para combatir la pandemia del COVID-19 en Brasil. La petición fue apoyada por 45 senadores y el 13 de abril, el presidente del Senado, Rodrigo Pacheco, creó oficialmente la CPI, uniendo la petición de Girão a la solicitud de CPI realizada anteriormente por el senador Randolfe Rodrigues, que incluía una investigación exclusiva sobre el gobierno federal.

## Actividad parlamentaria
En noviembre de 2020, Eduardo Girão asumió la vicepresidencia del Grupo Parlamentario Brasil-ONU, formado por diputados federales y senadores que deliberan sobre las relaciones del Congreso Nacional brasileño con la Organización de las Naciones Unidas. Él también integra otros grupos parlamentarios dedicados  a las relaciones bilaterales entre países, como el Grupo Parlamentario Brasil - Emiratos Árabes, Grupo Parlamentario Brasil - Corea del Sur y el Grupo Parlamentario Brasil - Paraguay.
En el Senado Federal, Eduardo Girão es miembro titular de las siguientes comisiones:
- Comisión de Derechos Humanos y Legislación Participativa;
- Comisión de Asuntos Sociales;
- Comisión de Constitución, Justicia y Ciudadanía;
- Comisión Parlamentaria de Interrogatorio (CPI) de la Pandemia.

También en el Senado, Eduardo Girão integra el grupo Muda Senado, descrito por los propios integrantes como un grupo de senadores que defiende medidas duras de combate a la corrupción de la política brasileña, apoyan la Operación Lava Jato y luchan por la reforma del Poder Judicial.

## Críticas al STF
Eduardo Girão critica a menudo decisiones tomadas por el Supremo Tribunal Federal. En octubre de 2020, votó contra la indicación del entonces desembargador Kassio Nunes Marques para asumir una de las vacantes en el tribunal. En diferentes ocasiones, ha defendido lo que denomina el CPI Lava Toga, en referencia a la solicitud de instalación de una comisión de investigación parlamentaria, pero destinada a investigar presuntos delitos cometidos por miembros del Poder Judicial En marzo de 2021, lamentó la decisión de la Corte por la suspensión del exjuez de la Operación Lava Jato Sergio Moro. El mismo mes, defendió públicamente el impeachment del ministro del STF Alexandre de Moraes.